# Staffansslätten
Staffansslätten (fi. Tapaninvainio) är en del av Malms distrikt i Helsingfors stad.
Staffansslättens marker hörde tidigare till Staffansby herrgård. Huvudbyggnaden lämnades dock åt sitt öde och blev i dåligt skick. Den revs år 1957. I dag består Staffanslätten av en "matta" av småhus.